# اونوئه، آئوموری
اونوئه، آئوموری (به لاتین: Onoe) یک منطقهٔ مسکونی در ژاپن است که در ناحیه توهوکو واقع شده‌است. اونوئه ۱۰٬۱۰۲ نفر جمعیت دارد.